# 엘리펀츠 드림
《엘리펀츠 드림》(Elephants Dream, 코드명 오렌지/Orange, 원제: Machina)은 2006년 영어 및 네덜란드어로 제작된 3차원 CGI 애니메이션 SF 9분 단편 영화로서, 대부분은 자유 소프트웨어 3차원 제품군 블렌더를 사용하여 개발되었다.(Reaktor 제외) 약 8개월의 작업 이후 2006년 3월 24일 초연되었다. 2005년 9월을 기점으로 전 세계 7명의 아티스트와 애니메이터 팀에 의해 오렌지(Orange)라는 이름으로 개발되었다.
나중에 Machina로 이름이 변경되었다가 부모가 아이들의 잠잘 때의 네덜란드의 동화 이야기인 Elephants Dream으로 이름이 변경되었다.

## 수상
엘리펀츠 드림은 제1회 유럽 3D 영화제에서 최고의 단편 영화상을 받았다.

## 캐스팅
- Tygo Gernandt - Proog
- Cas Jansen - Emo

## 크루
- 톤 루즌달 - 프로듀서
- Bassam Kurdali - 감독
- Pepijn Zwanenberg - 각본가
- Andy Goralczyk - 아트 디렉터
- Matt Ebb - 아티스트
- Bastian Salmela - 아티스트
- Lee Salvemini - 아티스트
- Toni Alatalo - 테크니컬 디렉터
- Jan Morgenstern - 작곡가

## 사용된 소프트웨어와 도구
이 영화의 3차원 애니메이션을 제작하기 위해 사용된 주요 프로그램은 블렌더이다. 전반 작업과 후반 작업, 파일 관리, 협업, 스크립트를 위해 다른 프로그램들이 사용되었다. 워크스테이션에는 KDE와 그놈 데스크톱 환경을 갖춘 우분투가 사용되었다. Reaktor를 제외한 모든 소프트웨어는 자유 및 오픈 소스 라이선스이다.
| - 블렌더 - DrQueue - 잉크스케이프 - 파이썬 - 시쇼어 - 트위스티드 - 버스(Verse) | - 시네페인트(CinePaint) - 김프 - OpenEXR - Reaktor - 서브버전 - 우분투 (그놈, KDE 데스크톱) |